# Frestelsernas berg
Frestelsernas berg är en roman av Jonas Gardell 1995. Den utgör en mörk och dyster berättelse om trebarnsmamman Maria, vars man har lämnat henne för en yngre kvinna.